# Skärblacka
Skärblacka – miejscowość (tätort) w Szwecji, w regionie administracyjnym (län) Östergötland, w gminie Norrköping.
Według danych Szwedzkiego Urzędu Statystycznego liczba ludności wyniosła: 4023 (31 grudnia 2015), 4033 (31 grudnia 2018) i 4001 (31 grudnia 2019).